# Прохоров Федір Олександрович
Федір Олександрович Прохоров (14 лютого 1896, дер. Цепелево, Углицький повіт, Ярославська губернія - 8 червня 1962 ) - радянський військовий діяч, Генерал-майор (27 січня 1943).

## Початкова біографія
Федір Олександрович Прохоров народився 14 лютого 1896 року у селі Цепелево Високівської волості Угличського повіту Ярославської губернії.
Працював прикажчиком у магазині купця Чекалова у Петрограді  .

## Військова служба

### Перша світова та громадянська війни
У грудні 1915 року призваний до лав Російської імператорської армії і направлений до 66-го піхотного запасного полку, дислокованого в Ярославлі  . У період із січня по червень 1916 року навчався у навчальній команді , після закінчення якої служив у тому ж полку унтер-офіцером в Ярославлі та Кінешмі  . У 1917 році обраний членом ротного комітету. У вересні того ж року з маршової ротою спрямований на Західний фронт, де зарахований до 264-го піхотного запасного полку, у складі якого служив виборним командиром взводу і головою ротного комітету  . Після розформування 264-го піхотного запасного полку Ф. О. Прохоров переведений до Копорського 4-го піхотного полку ( 1-а піхотна дивізія ), де обраний командиром взводу. У лютому 1918 року в полку було сформовано два загони добровольців, що перейшли на бік РСЧА ; у складі одного з загонів, що складався з трьох стрілецьких і кулеметних рот, Ф. О. Прохоров в районі міста Валк брав участь у роззброєнні офіцерських загонів  . Незабаром загін направлений в район Пскова, де включений до 10-го стрілецького полку ( 2-я Новгородська стрілецька дивізія ), у складі якого Ф. О. Прохоров призначений на посаду командира роти, після чого брав участь у бойових діях проти німецьких військ в районі Пскова та Риги  . З травня 1918 року полк охороняв державний кордон в районі Пскова, а в серпні спрямований на Східний фронт з метою придушення повстання Чехословацького корпусу  .
У квітні 1919 року Ф. О. Прохоров призначений на посаду командира роти 86-го стрілецького полку у складі 10-ї стрілецької дивізії, після чого брав участь у бойових діях у районі Пскова проти військ під командуванням генерала М. М. Юденича  .
З липня служив командиром взводу та помічником командира роти у 2-му запасному полку, який восени направлений у район Червоного Села, де вів оборонні бойові дії в районі Петрограда  . У грудні Ф. О. Прохоров направлений до 504-го стрілецького полку ( 56-ї стрілецької дивізії ), у складі якого служив командиром роти, помічником начальника і начальником господарської команди полку і брав участь у боях під Ямбургом, з квітня 1920 року — в ході Радянсько-польської війни на річці Березина і в районі Лепеля, Ліди, Волковиська, Вельська та Гродно, а в березні 1921 - в придушенні Кронштадтського повстання  .

### Міжвоєнний час
Після закінчення військових дій Ф. О. Прохоров продовжив служити у складі 56-ї стрілецької дивізії на посадах начальника господарської команди 498-го стрілецького полку, помічника командира полку по господарській частині та командира роти  . У травні 1926 року направлений на навчання на курси удосконалення при Московській піхотній школі, після закінчення яких у серпні 1927 року переведений до 166-го стрілецького полку, у складі якого служив на посадах командира батальйону та помічника командира полку по стройовій частині  . У 1932 році закінчив курси " Постріл "  .
У грудні 1937 року Ф. О. Прохоров призначений на посаду командира 32-го стрілецького полку ( 11-а стрілецька дивізія, Ленінградський військовий округ ), у червні 1939 року - на посаду помічника командира, а в серпні - на посаду командира 70-ї стрілецької дивізії, яка в ході Радянсько-фінляндської війни вела бойові дії на Карельському перешийку  . 6 грудня 1939 Ф. О. Прохоров був відсторонений від займаної посади і 8 грудня призначений командиром 88-ї стрілецької дивізії, дислокованої в Архангельську   . 18 грудня дивізія спрямована на Північно-Західний фронт з колишнім командиром дивізії комбригом Єгоровим, а Ф. О. Прохоров переведений на посаду військового коменданта Архангельського укріпленого району , а в червні 1940 - на посаду начальника 2-го Ленінградського стрілецького училища  .

### Велика Вітчизняна війна
З початком війни Ф. О. Прохоров перебував на колишній посаді  . 2-ге Ленінградське стрілецько-кулеметне училище несло охорону аеродромів у районі Ленінграда і 26 червня було передислоковано в район м. Реквере ( Естонія ), після чого знаходилося в обороні на Лузькому оборонному рубежі в районі Кінгісеппа та Луги . У вересні полковник Ф. О. Прохоров зробив достроковий випуск училища, набрав новий склад курсантів, після чого вибув з ними до міста Глазів ( Удмуртська АРСР )  .
У грудні призначений на посаду командира 412-ї стрілецької дивізії, що формувалася в Архангельському військовому окрузі . 13 січня 1942 дивізія була перейменована в 24-у стрілецьку і в кінці лютого спрямована на Калінінський фронт, після чого з кінця травня брала участь в бойових діях в ході битви за Ленінград    . 12 серпня 24-а стрілецька дивізія була передислокована на Сталінградський фронт, де з 24 серпня вела важкі оборонні бойові дії на північний захід від Сталінграда, а з 23 листопада брала участь у контрнаступ під Сталінграда, в ході якого 2 лютого 1943 вийшла в район заводу »  . З липня 24-а стрілецька дивізія брала участь у ході Курської битви, у Білгородсько-Харківській наступальній операції, форсуванні річки Сіверський Донець, захопленні Зміївського плацдарму та звільненні Харкова та Донбаської наступальної операції  . У листопаді 24-ту стрілецьку дивізію було виведено в резерв Ставки Верховного Головнокомандування і невдовзі включено до складу 18-ї армії ( 1-й Український фронт ), після чого брала участь у ході Київської оборонної, Житомирсько-Бердичівської, Проскурово-Чернівецької, Львівсько- Сандомирської, Східно-Карпатської, Карпатсько-Ужгородської, Західно-Карпатської, Моравсько-Остравської та Празької наступальних операцій  .

### Повоєнна кар'єра
Після закінчення війни знаходився на колишній посаді командира 24-ї стрілецької дивізії  .
Генерал-майор Федір Олександрович Прохоров у червні 1950 року призначений помічником командувача військ Архангельського військового округу по вузам , проте 22 листопада того ж року звільнений у відставку через хворобу  . Помер 8 червня 1962 року .

## Нагороди
- Орден Леніна (21.02.1945);
- Чотири ордена Червоного Прапора (22.02.1938, 14.02.1943, 05.11.1944, 24.06.1948);
- Два ордени Суворова 2 ступеня (29.05.1944, 03.06.1944);
- Орден Кутузова 2 ступеня (23.05.1945);
- Медалі.